# Cantón de Aigre
El cantón de Aigre era una división administrativa francesa, que estaba situada en el departamento de Charente y la región de Poitou-Charentes.

## Composición
El cantón estaba formado por quince comunas:
- Aigre
- Barbezières
- Bessé
- Charmé
- Ébréon
- Fouqueure
- Les Gours
- Ligné
- Lupsault
- Oradour
- Ranville-Breuillaud
- Saint-Fraigne
- Tusson
- Verdille
- Villejésus

## Supresión del cantón de Aigre
En aplicación del Decreto nº 2014-195 de 20 de febrero de 2014, el cantón de Aigre fue suprimido el 22 de marzo de 2015 y sus 15 comunas pasaron a formar parte del nuevo cantón de Charente-Norte.